# مهام جوجل
مهام جوجل (بالإنجليزية: Google Tasks)‏ هو تطبيق إدارة مهام تم تطويره بواسطة جوجل ويتم تضمينه في جوجل ورك سبيس. تم تضمينه في البداية كميزة في جي ميل وجوجل كاليندر، وتم إطلاق مهام جوجل كمنتج أساسي في شكل تطبيق منفصل عام 2018. يتوفر التطبيق لنظام التشغيل أندرويد و الآي أو إس، بالإضافة إلى ظهوره في اللوحة الجانبية اليمنى لتطبيقات جوجل ورك سبيس على الويب.

## التاريخ والتطوير
بدأت مهام جوجل كتكامل حيث تظهر داخل تطبيقات أخرى في مجموعة G Suite (التي تعرف الآن باسم جوجل ورك سبيس)، مما يتيح إنشاء قائمة المهام في التقويم و جي ميل. وعندما أصبحت خدمة أساسية في 28 يونيو 2018، تم إطلاق تطبيق Google Tasks كتطبيق محمول مستقل حيث يمكن من خلاله إنشاء المهام، وتصنيفها في قوائم، وإدارتها. وفي عام 2022، أضيفت إمكانية إنشاء مهام من رسائل جوجل تشات.

## روابط خارجية
- الموقع الرسمي